# Rajmund Teofil Hałas
Rajmund Teofil Hałas (ur. 31 maja 1925 w Krobi w Wielkopolsce, zm. 4 listopada 2008 w Poznaniu – artysta plastyk, architekt wnętrz, projektant, pedagog.

## Życiorys
W połowie XIX wieku wlascicielem zakładu stolarskiego był Jakub Węcławski. Po nim przyjął go zięć Franciszek Hałas, a po nim syn Teofil. Zbudowaną on w 1922 roku w Krobi fabrykę zatrudniającą kilkudziesięciu pracowników. Jego spadkobiercami byli synowie Zygmunt i Rajmund Teofil.  Zakład zaopatrywał mieszczan, okolicznych rolników oraz dwory m.in. w Pępowie, Goli, Pudliszkach, aż po pałac książąt Czartoryskich w Rokosowie. Eksportował meble do Wiednia i Berlina. W 1939 roku, po wybuchu II wojny światowej 14-letni Rajmund Teofil rozpoczął pracę w fabryce ojca, przejętej przez miejscowego Niemca Fritza Fogta. Od września 1945 r. kontynuował naukę w Gimnazjum Stolarsko-Rzeźbiarskim w Cieplicach Zdroju. W tym czasie zdał we Wrocławiu egzamin na mistrza stolarskiego. W 1951 r. rozpoczął studia w PWSSP w Poznaniu na Wydziale Architektury Wnętrz, a ukończył w 1957 przygotowując pracę dyplomową pod kierunkiem prof. Jerzego Staniszkisa.
Podjął pracę w Zjednoczeniu Przemysłu Meblarskiego w Poznaniu, gdzie kierował w latach 1956–69 Pracownią Projektowania Mebli. W latach 1957–1967 pełnił funkcję kierownika artystycznego w Spółdzielni „Rzeźba i Stolarstwo Artystyczne” w Poznaniu. Razem z Czesławem Kowalskim, Leonardem Kuczmą i Januszem Różańskim założył w 1960 roku grupę „Koło”.  Grupa ta rozpoczęła starania o zorganizowanie Biennale Mebla w Poznaniu uwieńczone powołaniem w 1978 r. Komitetu Organizacyjnego I Międzynarodowego Triennale Mebli w Poznaniu.
W latach 1964–1965 był asystentem w Państwowej Wyższej szkole Sztuk Plastycznych w Poznaniu (PWSSP), a od 1964 roku stypendystą ONZ w Instytucie Sztuk Przemysłowych w Helsinkach (Finlandia), a w 1965 w Wielkiej Brytanii. W 1971 roku z jego inicjatywy powołano  w poznaniu Katedrę Wzornictwa Przemysłowego w PWSSP, w której pracował od 1965 roku, najpierw jako wykładowca, potem docent i profesor sztuk plastycznych - aż do przejścia na emeryturę (od 1996 roku uczelnia ta przemianowana została w Akademię Sztuk Pięknych, a od 2010 roku stała się Uniwersytetem Artystycznym w Poznaniu). Kształcił studentów w kierowanej przez siebie Pracowni Projektowania Produktu i Struktur Użytkowych, od 1990 r. przekształconą w Pracownię Designu Inspirującego w Katedrze Designu - na studiach jednolitych magisterskich, stacjonarnych. Wykładał także na I i II roku studiów wieczorowych na Wzornictwie historię architektury i designu.
- 1975–1978 – dziekan Wydziału Projektowania Plastycznego, PWSSP w Poznaniu.
- 1978–1981 – dziekan Wydziału Architektury Wnętrz i Wzornictwa Przemysłowego, PWSSP w Poznaniu.
- 1981–1984 – prorektor do spraw artystyczno-badawczych, PWSSP w Poznaniu..
- 1984–1992 – kierownik Katedry Wzornictwa Przemysłowego i Pracowni Designu Inspirującego, PWSSP w Poznaniu.
- 1989 – uzyskuje tytuł profesora zwyczajnego.

Został pochowany na cmentarzu przykościelnym parafii św. Jakuba w Żabnie koło Mosiny.

## Projekty

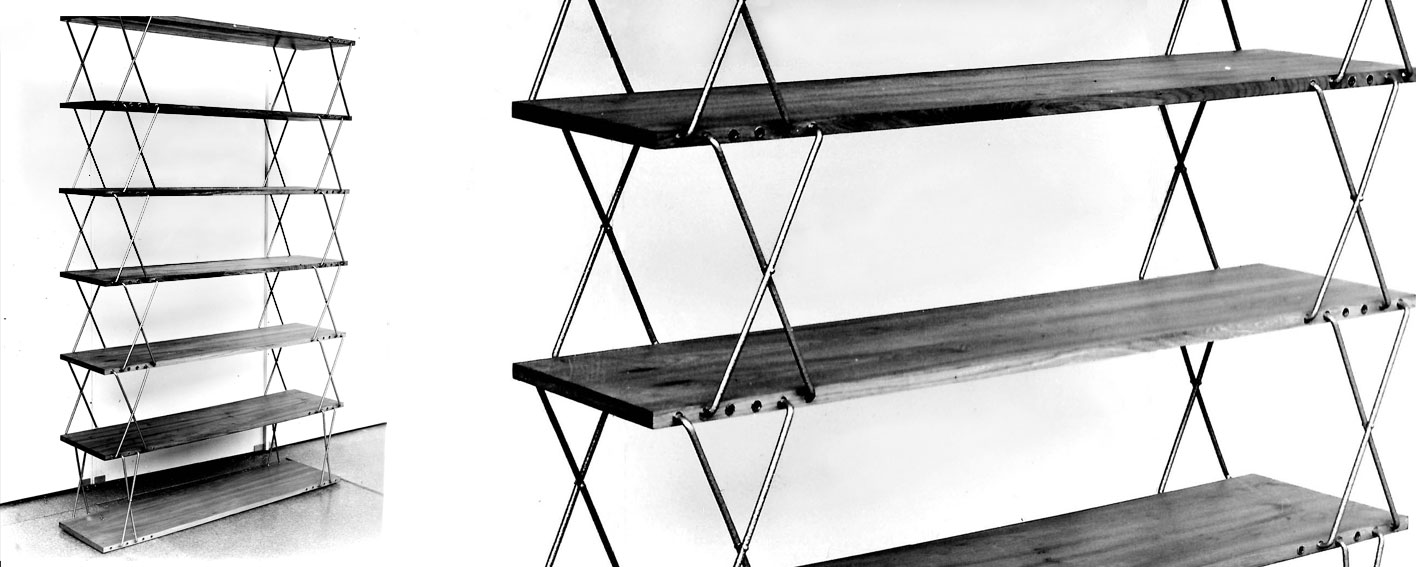
Rajmund Teofil Hałas
REGAŁ O ZMIENNYCH WYSOKOŚCIACH, 1959 r

### lata 50. i 60.
- 1956–1968 – meble szkieletowe z drewna litego, meble szkieletowe z drewna warstwowego, giętego, zestawy meblowe, meble dziecięce, meble skrzyniowe i archi-meble, producent: Zjednoczenie Przemysłu Meblarskiego w Poznaniu, m.in. krzesła bukowe model 190-200.
- 1966–1969 – opracowanie kompleksowe linii automatycznej do produkcji żarówek głównego szeregu „LEGS IV”, współprojektanci: Zydroń Antoni, producent: Pilska Fabryka Żarówek „Lumen”
- 1967–1968 – opracowanie i realizacja programu mebli z powtarzalnych elementów – w tym : fotel H-1330 „Biało czarny”, fotel HL-EL
- 1969–1984 – projekt wnętrza katedry koszalińskiej (regotyzacja i nowy projekt wyposażenia kompleksowego) – z tego okresu nastawa ołtarzowa

### lata 70.
- 1973 – opracowanie wyposażenia meblowego auli tzw. „Szkoły Jutra” w zespole Pomnika Tysiąclecia Państwa Polskiego w Gnieźnie
- 1973–2002 – projekty witraży w kościołach –  witraże w kościele pw. św. Mikołaja w Mosinie pod Poznaniem, m.in. witraże: „Święty Mikołaj patron żeglarzy”, "Monte Cassino",  witraż „Bierzmo Narodu Polskiego”
- 1974–1975 – projekty urządzeń elektronicznych, producent: Zakłady P.E. „Tonsil”, Września  1975-1980 – projekt wnętrza kościoła św. Krzyża o.o. Franciszkanów w Koszalinie
- 1976 – projekt trzech lokomotyw spalinowych 303D, producent: Zakłady Przemysłu Metalowego H. Cegielski, Poznań

### lata 80.
- 1980 – projekt wnętrza kościoła NMP Matki Kościoła, Poznań
- 1988 – projekty dwóch tronów dla Jana Pawła II – Katedra we Włocławku oraz Ośrodek Rekolekcyjny o.o. Dominikanów na Jamnej – Beskid Zachodni
- 2001 – projekt monumentu Matki Boskiej Zwycięskiej, Krajkowo

## Nagrody i odznaczenia
- 1960 – I nagroda Ministerstwa Kultury i Sztuki w Ogólnopolskim Konkursie na Meble Przemysłowe
- 1960 – I nagroda w konkursie MKiS na meble powtarzalne (seryjne)
- 1961 – III nagroda Ministerstwa Kultury i Sztuki oraz Centrali Przemysłu Ludowego i Artystycznego (CPLiA) w ogólnopolskim konkursie na meble dziecięce
- 1961 – III nagroda Ministra Kultury i Sztuki w konkursie na meble dziecięce org. przez Spółdzielnię „Ład”
- 1961 – wyróżnienie w konkursie „W nowej produkcji – dobre wzornictwo” na I Targach Wzornictwa w Warszawie
- 1962 – wyróżnienie w ogólnopolskim konkursie meblarskim na M-4
- 1962 – I i II nagroda w konkursie na plakat Międzynarodowych Konkursów im. H. Wieniawskiego w Poznaniu
- 1963 – III nagroda w konkursie na plakat „Dni Oświaty Książki i Prasy”, Poznań
- 1966 – III nagroda w ogólnopolskim konkursie CPLiA w dziale kutego żelaza
- 1966 – II nagroda w ogólnopolskim konkursie CPLiA w dziale galanterii drzewnej
- 1967 – wyróżnienie w ogólnopolskim konkursie na kompleksowe założenie pomnika Mieszka I i Bolesława Chrobrego w Gnieźnie
- 1967 – Nagroda III stopnia w I etapie konkursu na pomnik Mieszka I i Bolesława Chrobrego w Gnieźnie
- 1967 – wyróżnienie w konkursie na plakat z okazji 50. Rocznicy Rewolucji Październikowej
- 1973 – I nagroda w konkursie meblarskim na meble do jednego pokoju w małym budownictwie
- 2005 – odznaczony Krzyżem Komandorskim Orderu Odrodzenia Polski.

## Upamiętnienie
- W 2009 roku powstała Fundacja Ziemi Krobskiej im. prof. Rajmunda Teofila Hałasa, która w tym samym roku powołała Muzeum Stolarstwa i Biskupizny[3]. Muzeum zostało zorganizowane w budynku dawnej fabryki mebli w którym zachowały się pochodzące jeszcze z 1922 roku maszyny[4].
- W 2013 roku Fundacja nowymodel.org zajmująca się produkcją i dystrybucją limitowanych serii projektów polskich designerów, odkryła w zbiorach rodziny Hałasów prototypy nigdy nie produkowanych wzorów: regał o zmiennych wysokościach[5] oraz grupy krzeseł: czerwone-białe-czarne i  wdrożyła je do produkcji. Po raz pierwszy egzemplarze tych mebli zostały zaprezentowane na wystawie Wielkopolska tradycja wzornictwa meblowego podczas WAWA Design Festiwal we wrześniu 2013 roku[6][7].